# Лінкольн Діас-Баларт
Лінкольн Рафаель Діас-Баларт (англ. Lincoln Rafael Diaz-Balart, уроджений Lincoln Rafael Díaz-Balart y Caballero; 13 серпня 1954, Гавана, Куба — 3 березня 2025) — американський юрист і політик-республіканець. З 1993 по 2011 він був членом Палати представників США від 21-го округу штату Флорида. Брат Маріо Діас-Баларта.
Він син покійного кубинського політика Рафаеля Діас-Баларта і племінник Мірти Діас-Баларт — першої дружини Фіделя Кастро. Діас-Баларт навчався в American School of Madrid в Іспанії. У 1976 році він здобув ступінь бакалавра в Університеті Південної Флориди і юридичний ступінь у 1979 в Західному резервному університеті Кейза. Працював адвокатом. З 1987 по 1989 був членом Палати представників, а з 1989 по 1992 — Сенату Флориди.
Діас-Баларт був спочатку демократом, але у 1985 році перейшов до Республіканської партії.

## Нагороди
- орден «За заслуги» III ступеня (18 серпня 2009)[6]